# Симоновы
Симоновы — дворянские роды.
В Гербовник внесены две фамилии Симоновых:
1. Потомство Прокофия Симонова, в 1627 году написан в боярской книге с поместным окладом. Другие многие сего ж рода Симоновы, Российскому Престолу служили дворянские службы в разных чинах и жалованы были от Государей поместьями. Тамбовское Дворянское Собрание включило Симоновых в родословную книгу (Герб. Часть V. № 83).
2. Происходит от лейб-кампанца Петра Симонова, возведённого в потомственное Российской Империи дворянское достоинство Высочайшим указом императрицы Елизаветы Петровны за участие в дворцовом перевороте 1741 года. (Герб. Часть I. № 95)[1].

## Описание гербов

#### Герб Симоновых 1785 г.
В Гербовнике Анисима Титовича Князева 1785 года имеется печать с гербом Дмитрия Александровича Симонова: на княжеской мантии изображён щит, разделённый вертикально на две части. В правой части, имеющей золотое поле, изображена рука в сером одеянии держащая меч, остриём вверх. Во второй, левой части, в красном поле — левая половина серебряного орла. Щит увенчан коронованным дворянским шлемом, без клейнода на шее. Нашлемник — серебряный орёл с распростёртыми крыльями.

#### Герб. Часть V. № 83.
Щит разделён перпендикулярно на две части, из коих в правой в золотом поле видна выходящая с левой стороны в латах рука с мечом, вверх поднятым. В левой части в красном поле изображён до половины вылетающий чёрный одноглавый орёл с распростёртым крылом.
Щит увенчан обыкновенным дворянским шлемом с дворянской на нём короной, на поверхности которой находится вылетающий чёрный одноглавый орёл с распростёртыми крыльями. Намёт на щите красный, подложен золотом.

#### Герб. Часть I. № 95.
Щит разделён перпендикулярно на две части, в правой в чёрном поле между тремя серебряными звёздами находится золотое стропило, с означенными на нём тремя горящими гранатами. В левой части в красном по зелёному перерезанном поле три серебряные восходящие полумесяца со шпагой того же металла в середине щита, у которой эфес и ручка золотые, концом вверх обращённою, поставленною наподобие сваи.
Щит увенчан дворянским шлемом, на котором наложена Лейб-Компании Гренадерская шапка со страусовыми перьями красного и белого цвета, и по сторонам этой шапки видны два чёрные орлиные крыла с тремя на каждом серебряными звёздами. Намёт на щите красного и чёрного цвета, подложен серебром и золотом.

## Известные представители
- Симонов Василий Матвеевич — суздальский городовой дворянин (1627—1629).
- Симонов Василий Логинович — московский дворянин (1627—1636).
- Симонов Алексей Прокофьевич — дьяк, воевода в Астрахани (1676—1678) (умер в Астрахани в 1678 г.)[4].
- Симонов Павел — дьяк (1676), воевода в Киеве (1681).
- Симонов Михаил Пантелеевич — стряпчий (1682), стольник (1692).
- Симоновы: Михаил Васильевич, Фёдор Максимович, Феоктист Кузьмин — стряпчие (1680—1692).
- Симоновы: Михаил Пантелеевич, Алексей Павлович — стольники (1690—1692).
- Симоновы: Павел Васильевич, Пётр Ильин, Никита Самойлович, Иван Кузьмич, Иван Иванович — московские дворяне (1677—1692)
- Симонов Клим Сергеевич — врач-хирург[5].